# Nicolae Frolov (pedolog)
Nicolae Florov (n. 19 decembrie 1876, Comești, Bălți, Basarabia, Imperiul Rus – d. 1 ianuarie 1948) a fost un pedolog, agrogeolog și profesor universitar român, considerat unul dintre cei mai importanți pedologi din prima jumătate a secolului XX. A fundamentat pedologia românească prin elaborarea primului curs de pedologie din țară și prin contribuții remarcabile în clasificarea solurilor, cartografia pedologică și studiul agrogeologic al Basarabiei.

## Biografie

### Copilărie și educație
Nicolae Florov, pe numele său adevărat Nicolae Florea, s-a născut la 19 decembrie 1876 în satul Comești, județul Bălți, într-o familie de țărani. A urmat studiile universitare la Universitatea Dorpat (Iuriev) din Ucraina, specializându-se în științele naturii și absolvind cu merite în 1904. Între 1905 și 1914, și-a aprofundat pregătirea în pedologie și agrogeologie, acumulând cunoștințe solide în chimie și științele solului.

### Carieră profesională
După absolvire, Florov a ocupat poziții didactice în mai multe orașe: profesor în Riga (1904), Chișinău (1905), Petrograd (1909) și Kiev (1910). În 1911, a trecut la cercetare, devenind asistent chimist la Institutul Zootehnic al Ministerului Agriculturii din Petrograd. Din 1913, a lucrat ca agrogeolog la Zemstva din Kiev, organizând experimente cu îngrășăminte minerale. În 1914, a fost cooptat ca asistent la Catedra de Agronomie a Universitatea din Kiev, unde a devenit docent în 1918, predând agrogeologia. Între 1918–1920, a ocupat poziții de prestigiu: președinte al Comitetului de Cercetare a bogățiilor istorico-naturale ale Ucrainei, profesor la Institutul Superior de Geografie din Kiev și profesor de agrogeologie la Institutul Superior de Agronomie din Odessa.
În 1921, animat de sentimente patriotice, s-a întors în România, unde a fost angajat de Gheorghe Munteanu-Murgoci ca geolog șef la Institutul Geologic al României (1921–1928). Între 1922–1931, a fost director al Muzeului Național de Istorie Naturală din Chișinău. În 1924, a fost numit conferențiar la disciplina de agrogeologie la Facultatea de Agronomie din Iași, devenind profesor în 1931. A predat primul curs de pedologie din România, care a rămas un reper în învățământul agronomic timp de aproape o jumătate de secol.

### Familie
Informațiile despre viața de familie a lui Nicolae Florov sunt insuficiente și nu sunt disponibile în sursele consultate.

## Activitate științifică
Nicolae Florov a adus contribuții fundamentale în pedologie, agrogeologie și cartografia solurilor, cu un accent特別 pe regiunea Basarabiei.

### Domenii de cercetare
- Clasificarea și degradarea solurilor, în special a cernoziomurilor
- Cartografia agrogeologică și pedologică
- Studiul apelor subterane și al hidrologiei în agricultură
- Efectele îngrășămintelor minerale asupra solurilor degradate
- Geologia Cuaternarului și procesele de solificare

### Contribuții originale
- A elaborat primul curs de pedologie din România, predat la Facultatea de Agronomie din Iași, care a stat la baza curriculei agronomice timp de decenii.
- A publicat lucrarea „Degradarea cernoziomului de antestepă” (1925), care a introdus o clasificare evoluționistă a cernoziomurilor în cinci stadii de degradare, fiind recunoscută internațional și reprodusă integral în revista germană „Handbuch der Bodenlehre” (1933).
- A realizat hărți agrogeologice și higrometrice detaliate, cum ar fi cele pentru regiunea Copanca, județul Tighina (1938), denumind această zonă „California României” datorită fertilității sale.
- A emis ipoteza formării loessului ca efect al fenomenelor glaciale din Cuaternar, contribuție prezentată la Muzeul de Istorie Naturală din Viena în 1926.
- A studiat efectele îngrășămintelor minerale pe solurile degradate, demonstrând scăderea eficienței fosforului și creșterea celei a azotului în procesul de degradare.

## Lucrări
Nicolae Florov a publicat peste 60 de lucrări științifice, multe de mare întindere și profunzime, care au avut un impact semnificativ în pedologie și agrogeologie.

### Lucrări reprezentative
- „Degradarea cernoziomului de antestepă” (1925), publicată în Anuarul Institutului Geologic al României.
- „Cuaternarul în Basarabia” (1930), publicată în Dări de seamă ale Institutului Geologic.
- „Agrogeologia regiunii Copanca, județul Tighina” (1938), publicată în Buletinul Institutului Societății Române din Basarabia.
- „Unele premise în chestia organizării învățământului superior în țară” (1937), publicată de Tiparul Moldovenesc, Chișinău.

### Alte contribuții
A colaborat la lucrări precum „Câteva note în legătură cu cunoștințele agrogeologice în Basarabia” (1930) și „Date asupra apelor subterane în Basarabia” (1930), publicate în Buletinul Muzeului Național de Istorie Naturală, Chișinău. A fost membru al comitetului de redacție al revistei „Die Eiszeit” a Muzeul de Istorie Naturală din Viena.

## Premii și recunoaștere
- Membru al Academia de Științe din România.
- Membru al Societății Române de Geografie.
- Membru al Societății Internaționale de Știința Solului.
- Lucrările sale au fost citate de pedologi renumiți, precum germanul Blanck, sovieticul A. Nabokih și americanul Marbut, în publicații de referință precum „Handbuch der Bodenlehre” și „Atlas of American Agriculture”.

## Recunoaștere internațională
Nicolae Florov a reprezentat România la patru congrese internaționale de știința solului:
- Praga (1922)
- Roma (1924)
- Washington, D.C. (1927)
- Leningrad (1930)

A fost invitat în 1926 la Muzeul de Istorie Naturală din Viena pentru a susține o conferință despre clima din epoca glacială. În 1927, a participat la Congresul Internațional de Cartografie de la Danzig, fiind recunoscut ca autoritate în cartografia solurilor. Lucrarea sa despre clasificarea solurilor negre din America de Nord a fost reprodusă integral în „Handbuch der Bodenlehre” (1933).

## Contribuții suplimentare
- A fost un mentor dedicat, formând generații de agronomi prin cursurile sale bine sistematizate și exigența sa realistă.
- A propus studii monografice complexe pentru zone agricole, incluzând hărți agrogeologice, hidrologice și administrative, care au influențat organizarea producției agricole.
- A fundamentat structura învățământului agronomic superior în România, susținând adaptarea acestuia la specificul agriculturii naționale, așa cum a detaliat în discursul din 1936, „Unele premise în chestia organizării învățământului superior în țară”.